# ユン・ソクホ
ユン・ソクホ（윤 석호、1957年6月4日 - ）は、韓国のテレビドラマの監督である。

## 監督作品
- 1992年 - 『人生のリピートマーク』(テレビドラマ）
- 1992年 - 『私たちの時代の愛し方』(テレビドラマ）
- 1992年 - 『明日は愛』(テレビドラマ）
- 1994年 - 『リップスティックとライター』(テレビドラマ）
- 1994年 - 『フィーリング』(テレビドラマ）
- 1994年 - 『愛の挨拶』(テレビドラマ)
- 1995年 - 『フランス映画のように』(テレビドラマ）
- 1996年 - 『COLOR』(テレビドラマ）
- 1997年 - 『プロポーズ』(テレビドラマ）
- 1997年 - 『息子と共に歩む道』(テレビドラマ）
- 1997年 - 『ウエディング・ドレス』(テレビドラマ）
- 1998年 - 『純粋』(テレビドラマ、出演：リュ・シウォン、ミョン・セビン他）
- 1999年 - 『ウンビリョン』(テレビドラマ）
- 1999年 - 『クァンキ』(テレビドラマ）
- 1999年 - 『インビテーション』(テレビドラマ）
- 2001年 - 『ときめき』(テレビドラマ）
- 2000年 - 『秋の童話』（テレビドラマ、出演：ソン・スンホン、ソン・ヘギョ、ウォンビン他）

「四季シリーズ」の幕開けとなる作品。アジア各国で放送され海外から観光客がドラマの撮影地を見るために韓国を訪ねるようになり、「韓流ブーム」という言葉が生まれるもとになった。
- 2002年 - 『冬のソナタ』（テレビドラマ、出演：ペ・ヨンジュン、チェ・ジウ他）

2003年に日本で放送されたことにより日本でも韓流ブームが巻き起こった。
- 2003年 - 『夏の香り』（テレビドラマ、出演：ソン・スンホン、ソン・イェジン他）
- 2006年 - 『春のワルツ』（テレビドラマ、主演：ソ・ドヨン、ハン・ヒョジュ、ダニエル・ヘニー他）
- 2006年 - 『冬のソナタ ザ・ミュージカル - Winter Sonata, The Musical』総合演出
- 2012年 - 『ラブレイン』（テレビドラマ、主演：チャン・グンソク、ユナ他）